# Котенко Артем Віталійович
Артем Віталійович Котенко (нар. 12 січня 2012, Охтирка, Сумська область, Україна) — український співак. Переможець Нацвідбору на Дитяче Євробачення 2024 та представник України на «Дитячому Євробаченні-2024», де посів 3 місце з піснею «Hear Me Now», написаною Світланою Тарабаровою.

## Біографія та кар'єра
Народився 12 січня 2012 року в Охтирці Сумської області. З початку 2020 року бере активну участь у різних вокальних конкурсах.
Після того, як 17 червня 2023 року Національна суспільна телерадіокомпанія України оголосила про участь України на Дитячому пісенному конкурсі Євробачення 2023, Артем Котенко подав свою заявку і був одним із 143 кандитатів. 13 липня Суспільне опублікувало лонглист Нацвідбору із 10 учасників відбору, до якого увійшов і Артем, проте не потрапив до списку фіналістів.
24 липня 2024 року НСТУ знову організував український Національний відбір на Дитячий пісенний конкурс Євробачення 2024 та оголосив список з 15 артистів, які увійшли в лонглист з усіх заявок, що надійшли, серед яких виявився 12-річний Артем. 2 вересня з 15 артистів було відібрано 10. 8 вересня було оголошено, що Артем увійшов до шістки фіналістів, які пройшли у фінал Національного відбору України на Дитяче Євробачення 2024. Фінал відбору відбувся 22 вересня 2024 року. Артем Котенко набрав 11 балів, як і Злата Іванів, але завдяки перевазі в 1 бал за результатами голосування глядачів став переможцем.
Хоча на Національному відборі пісня Артема називалася «Дім», 6 жовтня «щоб зробити її більш зрозумілою для Європи» назва пісні була змінена на «Hear Me Now». Текст пісні містить українську та англійську мови й був написаний Світланою Тарабаровою спеціально для цього Дитячого Євробачення.
На Дитячому пісенному конкурсі Євробачення 2024, який відбувся в Мадриді 16 листопада 2024 року, Артем Котенко представляв Україну та посів друге місце як за кількістю голосів від глядачів, так і журі, що принесло йому в загальному підсумку 203 бали й 3 місце.
27 грудня 2024 року вийшов кліп Влада Дарвіна на пісню «Три сестри» за участю Артема.
8 лютого 2025 року під час Нацвідбору України на Євробачення 2025 року виступив під час інтервал-акту разом зі Світланою Тарабаровою. Артем Котенко та Світлана Тарабарова виконали пісню «Hear Me Now» із особливою версією виступу, головним чином зачіпаючи тему незаконно депортованих українських дітей до Росії під час російського вторгнення в Україну.
18 липня 2025 року він випустив свій дебютний студійний альбом REPEAT, до якого увійшли як нові пісні, так і раніше випущені сингли. Того ж дня, поміж інших учасників і переможців Нацвідборів на Дитяче Євробачення, виступив на Atlas Festival 2025 у перший день фестивалю на Blockbuster Mall Stage, де виконав «Hear Me Now» та презентував альбом.

## Дискографія

### Альбоми
| Назва  | Деталі                                                                      |
| ------ | --------------------------------------------------------------------------- |
| REPEAT | - Дата: 18 липня 2025 - Поширення: TAVR Records - Формат: Digital, потокове |

### Сингли
| Рік  | Назва                            | Альбом              |
| ---- | -------------------------------- | ------------------- |
| 2024 | Hear Me Now                      | Позаальбомний сингл |
| 2024 | Напевно, даремно                 | REPEAT              |
| 2025 | BFF (за участі Nicole)           | Позаальбомний сингл |
| 2025 | Фільтри                          | REPEAT              |
| 2025 | Хай пишуть (за участі VOLIANSKA) | Позаальбомний сингл |
| 2025 | Я лечу                           | REPEAT              |
| 2025 | Знову на репіт                   | REPEAT              |
| 2025 | Про тебе                         | REPEAT              |
| 2025 | Неідеальні                       | REPEAT              |
| 2025 | Нон стоп                         | REPEAT              |